# UEFAネーションズリーグ2018-19・リーグB
UEFAネーションズリーグ2018-19・リーグBは、欧州サッカー連盟(UEFA) が主催し加盟55協会が参加するサッカーの国際大会であるUEFAネーションズリーグ2018-19の第2ディビジョン。

## フォーマット
リーグBは、UEFAランキング13位から24位の12ヶ国で構成され、3ヶ国ずつ4つのグループに分かれてホーム・アンド・アウェー2回戦総当たり（各チーム4試合）を戦い、各グループの勝者が2020–21シーズンのリーグAに昇格した。各グループの3位は、当初2020–21シーズンのリーグCへの降格が予定されていたが、UEFAが2020-21年大会のリーグBを16チームで戦うよう大会フォーマットを再編したため、降格せずリーグBに残留した。
リーグBに在籍してUEFA EURO 2020予選グループステージを勝ち抜けなかった最大4チーム（4チームに満たない場合は下位のリーグから補填）については、2020年10月と11月に行われたUEFA EURO 2020予選プレーオフへの出場権が与えられることとされた 。

### シード
2017年10月11日に2018 FIFAワールドカップ予選グループステージの終了後、UEFAナショナルチームランキング13位から24位のチームがリーグAに割り当てられ、ナショナルチームランキングの係数の順に3つのポットに分けられた 。抽選用のポットは2017年12月7日に発表された。 
| チーム       | 係数   | 順 |
| ------------ | ------ | -- |
| オーストリア | 29,418 | 13 |
| ウェールズ   | 29,269 | 14 |
| ロシア       | 29,258 | 15 |
| スロバキア   | 28,555 | 16 |

| チーム                   | 係数   | 順 |
| ------------------------ | ------ | -- |
| スウェーデン             | 28,487 | 17 |
| ウクライナ               | 28,286 | 18 |
| アイルランド             | 28,249 | 19 |
| ボスニア・ヘルツェゴビナ | 28,200 | 20 |

| チーム         | 係数   | 順 |
| -------------- | ------ | -- |
| 北アイルランド | 27,127 | 21 |
| デンマーク     | 27,052 | 22 |
| チェコ         | 27,028 | 23 |
| トルコ         | 26,538 | 24 |

抽選はスイス・ローザンヌのスイス連邦工科大学ローザンヌ校キャンパス内にあるスイステック・コンベンションセンターで2018年1月24日 12時（CET）から行われた。抽選に当たっては、ウクライナ紛争で対立状態にあるロシアとウクライナを対戦させない（同じグループに入れない）措置が執られた。

## グループ
組み合わせは、抽選後の2018年1月24日にUEFAによって承認された。
時間は特記なき限り中央ヨーロッパ時間(CET, UTC+1) / 中央ヨーロッパ夏時間(CEST, UTC+2) 表記（現地時間が異なる場合は括弧内に表記）。

### グループ1
| 順 | チーム         | 試 | 勝 | 分 | 敗 | 得 | 失 | 差 | 点 | 昇格          |     | ウクライナ | チェコ | スロバキア |
| -- | -------------- | -- | -- | -- | -- | -- | -- | -- | -- | ------------- | --- | ---------- | ------ | ---------- |
| 1  | ウクライナ (P) | 4  | 3  | 0  | 1  | 5  | 5  | 0  | 9  | リーグAに昇格 |     | —          | 1–0    | 1–0        |
| 2  | チェコ         | 4  | 2  | 0  | 2  | 4  | 4  | 0  | 6  |               |     | 1–2        | —      | 1–0        |
| 3  | スロバキア     | 4  | 1  | 0  | 3  | 5  | 5  | 0  | 3  |               | 4–1 | 1–2        | —      |            |

1. ↑  レギュレーション変更によりリーグCへの降格チームは発生しない。

| 2018年9月6日 21:00 |

| チェコ     | 1 – 2         | ウクライナ                                    |
| シック 4分 | Report (UEFA) | コノプリャーンカ 45+1分 · ジンチェンコ 90+3分 |

| スタディオン・ミロスラヴァ・ヴァレンティ, ウヘルスケー・フラジシュチェ · 観客数: 7,974 · 主審: アンソニー・テイラー ( イングランド) |

| 2018年9月9日 15:00 (16:00 UTC+3) |

| ウクライナ               | 1 – 0         | スロバキア |
| ヤルモレンコ 80分 (pen.) | Report (UEFA) |            |

| アリーナ・リヴィウ, リヴィウ · 観客数: 121 · 主審: アナスタシオス・シディロプロス ( ギリシャ) |

| 2018年10月13日 15:00 |

| スロバキア      | 1 – 2         | チェコ                            |
| ハムシーク 62分 | Report (UEFA) | クルメンチーク 52分 · シック 76分 |

| シュタディオーン・アントナ・マラチンスケーホ, トルナバ · 観客数: 17,251 · 主審: スラヴコ・ヴィンチッチ ( スロベニア) |

| 2018年10月16日 20:45 (21:45 UTC+3) |

| ウクライナ          | 1 – 0         | チェコ |
| マリノフスキー 43分 | Report (UEFA) |        |

| メタリスト・スタジアム, ハルキウ · 観客数: 38,100 · 主審: ゲディミナス・マゼイカ ( リトアニア) |

| 2018年11月16日 20:45 |

| スロバキア                                                   | 4 – 1         | ウクライナ            |
| ルスナーク 6分 · クツカ 26分 · ズレリャーク 52分 · マク 61分 | Report (UEFA) | コノプリャーンカ 47分 |

| シュタディオーン・アントナ・マラチンスケーホ, トルナバ · 観客数: 9,764 · 主審: ニコラ・ダバノヴィッチ ( モンテネグロ) |

| 2018年11月19日 20:45 |

| チェコ      | 1 – 0         | スロバキア |
| シック 32分 | Report (UEFA) |            |

| スタディオン・エデン, プラハ · 観客数: 16,623 · 主審: アレハンドロ・エルナンデス・エルナンデス ( スペイン) |

### グループ2
| 順 | チーム           | 試 | 勝 | 分 | 敗 | 得 | 失 | 差 | 点 | 昇格          |     | スウェーデン | ロシア | トルコ |
| -- | ---------------- | -- | -- | -- | -- | -- | -- | -- | -- | ------------- | --- | ------------ | ------ | ------ |
| 1  | スウェーデン (P) | 4  | 2  | 1  | 1  | 5  | 3  | +2 | 7  | リーグAに昇格 |     | —            | 2–0    | 2–3    |
| 2  | ロシア           | 4  | 2  | 1  | 1  | 4  | 3  | +1 | 7  |               |     | 0–0          | —      | 2–0    |
| 3  | トルコ           | 4  | 1  | 0  | 3  | 4  | 7  | −3 | 3  |               | 0–1 | 1–2          | —      |        |

1. ↑  レギュレーション変更によりリーグCへの降格チームは発生しない。
2. 1 2  Head-to-head points: Sweden 4, Russia 1.

| 2018年9月7日 20:45 (21:45 UTC+3) |

| トルコ      | 1 – 2         | ロシア                            |
| アジズ 41分 | Report (UEFA) | チェリシェフ 13分 · ジューバ 49分 |

| シェノル・ギュネシュ・シュタデュム, トラブゾン · 観客数: 29,702 · 主審: アルトゥール・ソアレス・ディアス ( ポルトガル) |

| 2018年9月10日 20:45 |

| スウェーデン                          | 2 – 3         | トルコ                                      |
| キーセ・テリン 35分 · クラエソン 49分 | Report (UEFA) | チャルハノール 51分 · アクババ 88分, 90+2分 |

| フレンズ・アレーナ, ソルナ · 観客数: 21,832 · 主審: ヘスス・ヒル・マンサーノ ( スペイン) |

| 2018年10月11日 21:45 |

| ロシア | 0 – 0         | スウェーデン |
|        | Report (UEFA) |              |

| カリーニングラード・スタジアム, カリーニングラード · 観客数: 31,698 · 主審: ルカ・バンティ ( イタリア) |

| 2018年10月14日 18:00 (19:00 UTC+3) |

| ロシア                                    | 2 – 0         | トルコ |
| ノイシュテッター 20分 · チェリシェフ 78分 | Report (UEFA) |        |

| フィシュト・オリンピックスタジアム, ソチ · 観客数: 38,288 · 主審: パウエル・ラクツコウスキー ( ポーランド) |

| 2018年11月17日 18:00 (20:00 UTC+3) |

| トルコ | 0 – 1         | スウェーデン                 |
|        | Report (UEFA) | グランクヴィスト 71分 (pen.) |

| コンヤ・ビュユクシェヒル・スタデュム, コンヤ · 観客数: 37,425 · 主審: イシュトヴァーン・コヴァーチ ( ルーマニア) |

| 2018年11月20日 20:45 |

| スウェーデン                | 2 – 0         | ロシア |
| リンデロフ 41分 · ベリ 72分 | Report (UEFA) |        |

| フレンズ・アレーナ, ソルナ · 観客数: 20,223 · 主審: ブノワ・バスティアン ( フランス) |

### グループ3
| 順 | チーム                       | 試 | 勝 | 分 | 敗 | 得 | 失 | 差 | 点 | 昇格          |     | ボスニア・ヘルツェゴビナ | オーストリア | 北アイルランド |
| -- | ---------------------------- | -- | -- | -- | -- | -- | -- | -- | -- | ------------- | --- | ------------------------ | ------------ | -------------- |
| 1  | ボスニア・ヘルツェゴビナ (P) | 4  | 3  | 1  | 0  | 5  | 1  | +4 | 10 | リーグAに昇格 |     | —                        | 1–0          | 2–0            |
| 2  | オーストリア                 | 4  | 2  | 1  | 1  | 3  | 2  | +1 | 7  |               |     | 0–0                      | —            | 1–0            |
| 3  | 北アイルランド               | 4  | 0  | 0  | 4  | 2  | 7  | −5 | 0  |               | 1–2 | 1–2                      | —            |                |

1. ↑  レギュレーション変更によりリーグCへの降格チームは発生しない。

| 2018年9月8日 15:00 (14:00 UTC+1) |

| 北アイルランド  | 1 – 2         | ボスニア・ヘルツェゴビナ              |
| グリッグ 90+3分 | Report (UEFA) | ドゥリェヴィッチ 36分 · サリッチ 64分 |

| ウィンザー・パーク, ベルファスト · 観客数: 16,942 · 主審: パヴェル・クラロヴェック ( チェコ) |

| 2018年9月11日 20:45 |

| ボスニア・ヘルツェゴビナ | 1 – 0         | オーストリア |
| ジェコ 78分              | Report (UEFA) |              |

| ビリノ・ポリェ, ゼニツァ · 観客数: 9,100 · 主審: ルディ・ブケ ( フランス) |

| 2018年10月12日 20:45 |

| オーストリア            | 1 – 0         | 北アイルランド |
| アルナウトヴィッチ 71分 | Report (UEFA) |                |

| エルンスト・ハッペル・シュターディオン, ウィーン · 観客数: 22,300 · 主審: ゲオルギ・カバコフ ( ブルガリア) |

| 2018年10月15日 20:45 |

| ボスニア・ヘルツェゴビナ | 2 – 0         | 北アイルランド |
| ジェコ 27分, 73分        | Report (UEFA) |                |

| スタディオン・グルバヴィツァ, サラエヴォ · 観客数: 11,050 · 主審: マティアス・ゲストラニウス ( フィンランド) |

| 2018年11月15日 20:45 |

| オーストリア | 0 – 0         | ボスニア・ヘルツェゴビナ |
|              | Report (UEFA) |                          |

| エルンスト・ハッペル・シュターディオン, ウィーン · 観客数: 37,200 · 主審: アンドリュー・ダラス ( スコットランド) |

| 2018年11月18日 18:00 (17:00 UTC±0) |

| 北アイルランド    | 1 – 2         | オーストリア                      |
| C.エヴァンス 57分 | Report (UEFA) | シュラーガー 49分 · ラザロ 90+3分 |

| ウィンザー・パーク, ベルファスト · 観客数: 17,895 · 主審: ジョナサン・ラルド ( ベルギー) |

### グループ4
| 順 | チーム         | 試 | 勝 | 分 | 敗 | 得 | 失 | 差 | 点 | 昇格          |     | デンマーク | ウェールズ | アイルランド |
| -- | -------------- | -- | -- | -- | -- | -- | -- | -- | -- | ------------- | --- | ---------- | ---------- | ------------ |
| 1  | デンマーク (P) | 4  | 2  | 2  | 0  | 4  | 1  | +3 | 8  | リーグAに昇格 |     | —          | 2–0        | 0–0          |
| 2  | ウェールズ     | 4  | 2  | 0  | 2  | 6  | 5  | +1 | 6  |               |     | 1–2        | —          | 4–1          |
| 3  | アイルランド   | 4  | 0  | 2  | 2  | 1  | 5  | −4 | 2  |               | 0–0 | 0–1        | —          |              |

1. ↑  レギュレーション変更によりリーグCへの降格チームは発生しない。

| 2018年9月6日 20:45 (19:45 UTC+1) |

| ウェールズ                                                     | 4 – 1         | アイルランド        |
| ローレンス 6分 · ベイル 18分 · ラムジー 37分 · C.ロバーツ 55分 | Report (UEFA) | S.ウィリアムズ 66分 |

| カーディフ・シティ・スタジアム, カーディフ · 観客数: 25,657 · 主審: クレマン・トゥルパン ( フランス) |

| 2018年9月9日 18:00 |

| デンマーク                   | 2 – 0         | ウェールズ |
| エリクセン 32分, 63分 (pen.) | Report (UEFA) |            |

| オーフス・スタジアム, オーフス · 観客数: 17,506 · 主審: デニス・アイテキン ( ドイツ) |

| 2018年10月13日 20:45 (19:45 UTC+1) |

| アイルランド | 0 – 0         | デンマーク |
|              | Report (UEFA) |            |

| アビバ・スタジアム, ダブリン · 観客数: 41,220 · 主審: ハビエル・エストラーダ・フェルナンデス ( スペイン) |

| 2018年10月16日 20:45 (19:45 UTC+1) |

| アイルランド | 0 – 1         | ウェールズ      |
|              | Report (UEFA) | ウィルソン 58分 |

| アビバ・スタジアム, ダブリン · 観客数: 38,321 · 主審: ビョルン・カイペルス ( オランダ) |

| 2018年11月16日 20:45 (19:45 UTC±0) |

| ウェールズ  | 1 – 2         | デンマーク                                |
| ベイル 89分 | Report (UEFA) | N.ヨルゲンセン 42分 · ブライトバイテ 88分 |

| カーディフ・シティ・スタジアム, カーディフ · 観客数: 32,354 · 主審: イヴァン・クルジャリアク ( スロバキア) |

| 2018年11月19日 20:45 |

| デンマーク | 0 – 0         | アイルランド |
|            | Report (UEFA) |              |

| オーフス・スタジアム, オーフス · 観客数: 11,130 · 主審: アリヤ・アガイエフ ( アゼルバイジャン) |

## 総合ランキング
ラウンドロビン終了後、リーグBの12チームを、以下の基準に基づいてUEFAネーションズリーグの総合ランキング13位から24位にランク付けした 
- グループ1位の4チームは、リーグフェーズの結果に基づいて13位から16位にランク付けされた。
- グループ2位の4チームは、リーグフェーズの結果に基づいて17位から20位にランク付けされた。
- グループ3位の4チームは、リーグフェーズの結果に基づいて21位から24位にランク付けされた。

| Rnk | グ | チーム                   | 試 | 勝 | 分 | 敗 | 得 | 失 | 差 | 点 |
| --- | -- | ------------------------ | -- | -- | -- | -- | -- | -- | -- | -- |
| 13  | B3 | ボスニア・ヘルツェゴビナ | 4  | 3  | 1  | 0  | 5  | 1  | +4 | 10 |
| 14  | B1 | ウクライナ               | 4  | 3  | 0  | 1  | 5  | 5  | 0  | 9  |
| 15  | B4 | デンマーク               | 4  | 2  | 2  | 0  | 4  | 1  | +3 | 8  |
| 16  | B2 | スウェーデン             | 4  | 2  | 1  | 1  | 5  | 3  | +2 | 7  |
|     |    |                          |    |    |    |    |    |    |    |    |
| 17  | B2 | ロシア                   | 4  | 2  | 1  | 1  | 4  | 3  | +1 | 7  |
| 18  | B3 | オーストリア             | 4  | 2  | 1  | 1  | 3  | 2  | +1 | 7  |
| 19  | B4 | ウェールズ               | 4  | 2  | 0  | 2  | 6  | 5  | +1 | 6  |
| 20  | B1 | チェコ                   | 4  | 2  | 0  | 2  | 4  | 4  | 0  | 6  |
|     |    |                          |    |    |    |    |    |    |    |    |
| 21  | B1 | スロバキア               | 4  | 1  | 0  | 3  | 5  | 5  | 0  | 3  |
| 22  | B2 | トルコ                   | 4  | 1  | 0  | 3  | 4  | 7  | −3 | 3  |
| 23  | B4 | アイルランド             | 4  | 0  | 2  | 2  | 1  | 5  | −4 | 2  |
| 24  | B3 | 北アイルランド           | 4  | 0  | 0  | 4  | 2  | 7  | −5 | 0  |

## 賞金
各チームに配分される賞金は2018年3月に発表された リーグBに参加する16チームは、1チームあたり100万ユーロの連帯金が支給され、さらに各グループで1位になった場合はボーナスとして100万ユーロが支給され、合計200万ユーロを受け取った。

## 予選プレーオフ
UEFA EURO 2020予選グループステージを通じて本大会に出場できなかった、リーグBのチームのうち上位最大4チームが予選プレーオフに出場する。
| ランク | チーム                   |
| ------ | ------------------------ |
| 13 GW  | ボスニア・ヘルツェゴビナ |
| 14 GW  | ウクライナ               |
| 15 GW  | デンマーク               |
| 16 GW  | スウェーデン             |
| 17     | ロシア                   |
| 18     | オーストリア             |
| 19     | ウェールズ               |
| 20     | チェコ                   |
| 21     | スロバキア               |
| 22     | トルコ                   |
| 23     | アイルランド             |
| 24     | 北アイルランド           |

凡例
1. GW UEFAネーションズリーグ2018-19 グループ優勝チーム
2. プレーオフ進出チーム
3. UEFA EURO 2020本大会出場決定チーム

上記の通り、本大会に8チームが出場するため、リーグBの残り4チームが予選プレーオフに進んだ。

## 注記
1. ↑  第4節まで（2018年9月・10月）は中央ヨーロッパ夏時間 (CEST)、第5節以降（2018年11月）は中央ヨーロッパ時間 (CET) を採用する。
2. ↑  チェコ対ウクライナの試合は、当初20:45 (CEST) に試合開始が予定されていたが、照明設備の故障により21：00 (CEST) に開始時間が遅らされた。
3. ↑  ウクライナ対スロバキアの試合は、2015年10月12日に行われたUEFA EURO 2016予選・グループC・ウクライナ対スペインの試合で、ウクライナのサポーターが人種差別的なシンボルの描かれたバナーを掲げたことに対するUEFAの処分として原則無観客試合として行われた[17]。